# جوليانو غوميز سواريس
جوليانو غوميز سواريس (بالبرتغالية: Juliano Gomes Soares‏) هو لاعب كرة قدم برازيلي في مركز الوسط، ولد في 6 يونيو 1983 في Araranguá ‏ في البرازيل. لعب مع باوليستا وسانتو أندريه ونادي ريو برانكو ونادي غاما ونادي غوياس ونادي فيلا نوفا.